# Palazzo Serbelloni

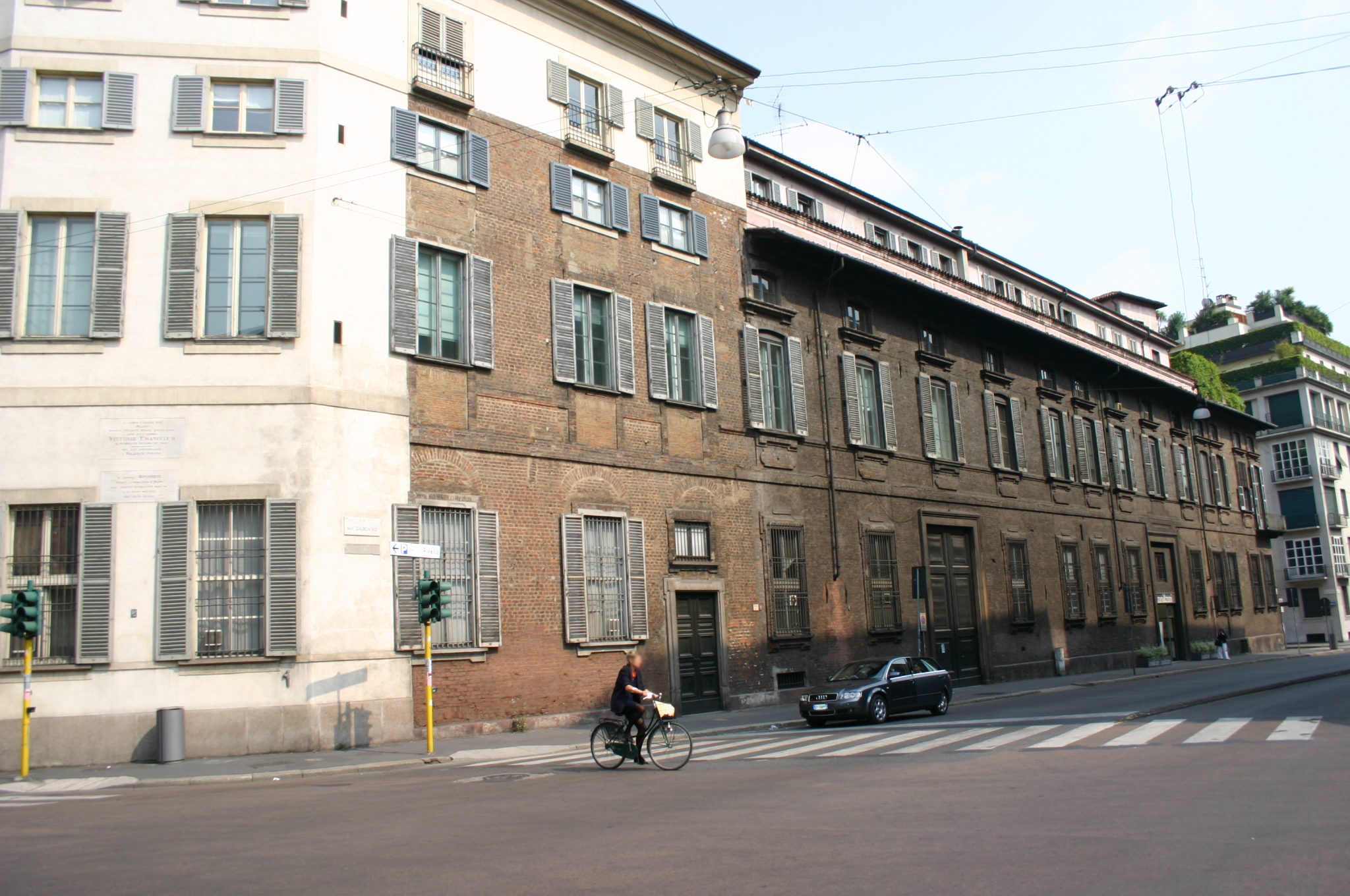
Palazzo Serbelloni

A Palazzo Serbelloni (Corso Venezia 16.) egy milánói palota, a Serbelloni Alapítvány székhelye.

## Története
A grandiózus klasszicista palotát Simone Cantoni építette a Serbelloni család részére, 1793-ban.  A palota az egykori városkapu Porta Orientale (Keleti kapu) helyén épült fel. Napoléon Bonaparte tábornok is időzött itt 1796-ban, valamint II. Viktor Emánuel szárd–piemonti király 1859-ben, a magentai ütközet után.  A két jeles vendég itt-tartózkodását emléktáblák örökítik meg. A második világháború során súlyos bombatámadás érte, de a háborút követő évtizedekben eredeti formájában újjáépítették.  Francesco és Daniele Carabelli hosszú dombormű-fríze a lombardiaiak összefogását ábrázolja Barbarossa Frigyes császár ellen. Egy ideig a milánói újságírók klubjának székhelye volt, ma a Serbelloni Alapítvány székhelye.